# Bedli, Kolar
Bedli là một làng thuộc tehsil Kolar, huyện Kolar, bang Karnataka, Ấn Độ.